# Ópusztaszer
Ópusztaszer es un pueblo húngaro perteneciente al distrito de Kistelek, condado de Csongrád-Csanád.

## Superficie
Cuenta con una superficie de 59,50 km².

## Demografía
Hasta 2024 la población era de 1979 habitantes, con una densidad de población de 33,26 hab/km².
| Gráfica de evolución demográfica de Ópusztaszer entre 2020 y 2024 |
|                                                                   |
| Datos según la Oficina Central de Estadística de Hungría.         |